# La giovane guardia (Fadeev)
La giovane guardia (in russo Молодая гвардия?, Molodaja gvardija) è un romanzo storico dello scrittore russo sovietico Aleksandr Fadeev (1901-1956) pubblicato nel 1946, dedicato all'organizzazione giovanile clandestina "Giovane Guardia" (1942-1943) operante a Krasnodon durante la Grande Guerra Patriottica (denominazione sovietica e russa della Seconda Guerra Mondiale), molti membri della quale furono uccisi dagli invasori fascisti tedeschi.
Il romanzo è considerato un classico del realismo socialista sovietico, della letteratura comunista internazionale, e del patriottismo di sinistra o proletario contrapposto al nazionalismo borghese. L'opera è stata tradotta in molte lingue e più volte ripubblicata.
Il romanzo copre il periodo 1942-1943 relativo alla resistenza partigiana sovietica contro l'invasione nazista, ed è considerato l'elemento finale di una trilogia narrativa elogiativa del comunismo sovietico. La giovane guardia è infatti preceduto dal romanzo La madre di Maksim Gor'kij riguardante la Rivoluzione Russa del 1905, e dal romanzo Come fu temprato l'acciaio di Nikolaj Ostrovskij ambientato nel periodo 1917-1932 che comprende la Rivoluzione Russa e d'Ottobre (1917) e la Guerra Civile Russa (1918-1923).
La maggior parte dei personaggi principali del romanzo – ragazzi e ragazze come Oleg Koshevoy (16 anni), Ulyana Gromova (19 anni), Lyubov Shevtsova (18 anni), Ivan Zemnukhov (19 anni), Sergei Tyulenin (17 anni) e altri – sono persone realmente esistite. Assieme a loro, nel romanzo sono presenti anche personaggi di fantasia. Inoltre Fadeev, utilizzando i nomi di giovani combattenti clandestini realmente esistiti a lui noti, li dotò di caratteristiche letterarie, personalità e azioni, ripensando in modo creativo le figure di queste persone.
Esistono due versioni del romanzo: la seconda versione del 1951, attualmente non tradotta in italiano, enfatizza maggiormente il ruolo del Partito Comunista nel dirigere e agevolare le azioni resistenziali dei giovani partigiani. Il romanzo La giovane guardia fu la seconda opera di letteratura per l'infanzia più pubblicata nell'URSS negli anni 1918-1986: la diffusione totale di 276 edizioni ammontava a 26.143.000 copie.